# Decomposizione in frazioni parziali sui reali
La decomposizione in frazioni parziali è un metodo per trasformare il rapporto tra due polinomi di {\displaystyle x}, {\displaystyle P(x)/Q(x)}, dove {\displaystyle P(x)} ha grado in {\displaystyle x} minore del grado in {\displaystyle x} di {\displaystyle Q(x)}, nella somma di più frazioni dette parziali. Per esempio
{\displaystyle {\frac {3x+1}{x^{2}-1}}={\frac {2}{x-1}}+{\frac {1}{x+1}}}
oppure
{\displaystyle {\frac {5x^{2}+2x+7}{x^{3}+x^{2}+x+1}}={\frac {5}{x+1}}+{\frac {2}{x^{2}+1}}}
in generale detti {\displaystyle q} gli zeri di {\displaystyle Q(x)} presi con la loro molteplicità e {\displaystyle u} il grado di {\displaystyle Q(x)} in {\displaystyle x}  allora
{\displaystyle {\frac {P(x)}{Q(x)}}={\frac {k_{1}}{x-q_{1}}}+{\frac {k_{2}}{x-q_{2}}}+{\frac {k_{3}}{x-q_{3}}}+...+{\frac {k_{u}}{x-q_{u}}}}
dove i coefficienti {\displaystyle k} sono le soluzioni dell'equazione
{\displaystyle P(x)=\sum _{n=1}^{u}\prod _{j\not =n}k_{n}\left(x-q_{j}\right)\forall x}
È particolarmente interessante notare che la somma di tutti i coefficienti di ordine 1 deve essere pari a:
{\displaystyle \lim _{x\to \infty }x{\frac {P(x)}{Q(x)}}}
La decomposizione in frazioni parziali è molto utile per ricavare alcuni integrali indefiniti. Ad esempio per trovare l'integrale indefinito di {\displaystyle (x-3)/(x^{2}-1)} si opera
{\displaystyle \int _{}{\frac {x-3}{x^{2}-1}}dx=\int _{}{\frac {2}{x+1}}dx-\int _{}{\frac {1}{x-1}}dx}
e quindi
{\displaystyle \int _{}{\frac {x-3}{x^{2}-1}}dx=2\ln \left(|x+1|\right)-\ln \left(|x-1\right|)+c}

## Esempi
- {\displaystyle {\dfrac {1}{x^{2}-1}}={\dfrac {A}{x-1}}+{\dfrac {B}{x+1}}}

Notiamo che, moltiplicando tutto per {\displaystyle x-1}, si ottiene:
{\displaystyle {\dfrac {1}{x+1}}=A+{\dfrac {B(x-1)}{x+1}}}
Dal momento che {\displaystyle A} è una costante, essa avrà lo stesso valore per ogni {\displaystyle x}; in particolare, scegliendo {\displaystyle x=1}:
{\displaystyle {\dfrac {1}{2}}=A}
Allo stesso modo, moltiplicando tutto per {\displaystyle x+1}:
{\displaystyle {\dfrac {1}{x-1}}={\dfrac {A(x+1)}{x-1}}+B}
e dunque, scelto {\displaystyle x=-1}:
{\displaystyle -{\dfrac {1}{2}}=B}
Quindi:
{\displaystyle {\dfrac {1}{x^{2}-1}}={\dfrac {1}{2}}\left({\dfrac {1}{x-1}}-{\dfrac {1}{x+1}}\right)}
- {\displaystyle {\dfrac {1}{x\left(x^{2}+1\right)}}={\dfrac {A}{x}}+{\dfrac {Bx+C}{x^{2}+1}}}

Moltiplichiamo tutto per {\displaystyle x} e valutiamo in {\displaystyle x=0}:
{\displaystyle 1=A}
Allo stesso modo, moltiplichiamo tutto per {\displaystyle {\dfrac {x^{2}+1}{x}}} e facciamo il limite per {\displaystyle x\to +\infty }:
{\displaystyle B=-\lim _{x\to +\infty }{\left(A{\dfrac {x^{2}+1}{x^{2}}}+{\frac {C}{x}}-{\dfrac {1}{x^{2}}}\right)}=-1}
avendo usato il fatto che {\displaystyle A=1}. Infine, moltiplicando tutto per {\displaystyle x^{2}+1} e facendo il limite per {\displaystyle x\to +\infty }:
{\displaystyle C=-\lim _{x\to +\infty }{\left(A{\dfrac {x^{2}+1}{x}}+{B}{x}-{\frac {1}{x}}\right)}=0}
avendo usato il fatto che {\displaystyle A=1,\ B=-1}. In conclusione:
{\displaystyle {\dfrac {1}{x\left(x^{2}+1\right)}}={\dfrac {1}{x}}-{\dfrac {x}{x^{2}+1}}}